# Trapani

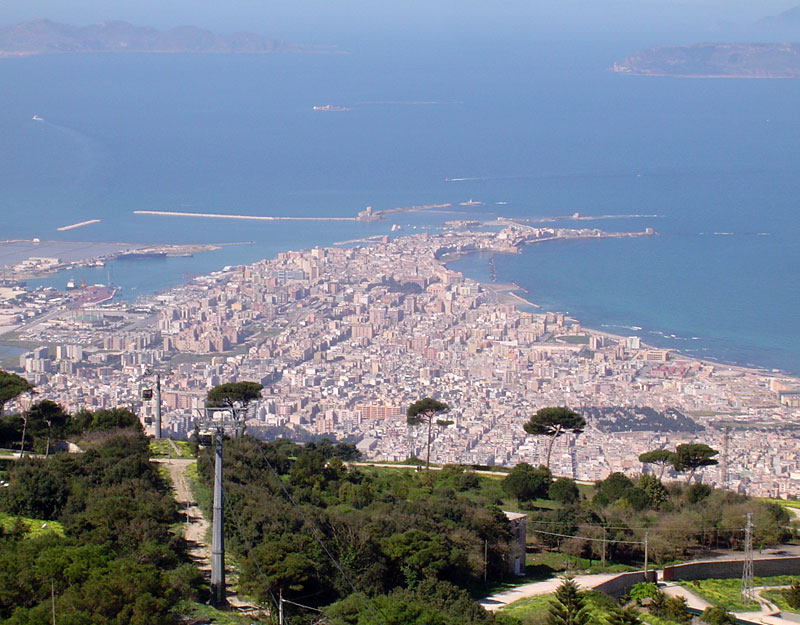
Trapani

Trapani (sicilsky Tràpani) je město na západním pobřeží Sicílie na nejzazším italském jihu. Je to hlavní město stejnojmenné provincie. Město, které je dodnes důležitým rybářským přístavem a hlavní vstupní bránou k blízkým Egadským ostrovům, založili starověcí Elymové. Původní antické jméno města bylo Drépanon, což je řecký výraz pro srp.

## Zajímavosti
Na příjezdové Via Conte Pepoli nepřehlédnete komplex kláštera Santuario delľ Annunziata z 1. poloviny 14. století. V kapli Madony z Trapani za oltářem uvidíte monumentální mramorový oblouk a reliéfy (Gagini) a také šperky ověšenou sochu Madony, jíž rybáři a námořníci připisují zázračnou moc. 

K významným místním památkám patří katedrála San Lorenzo z 1. poloviny 17. století na Corso Vittorio Emanuele a kostel Chiesa del Collegio del Gesuiti z téže doby. Obě stavby se pyšní překrásným průčelím ve slohu sicilského baroka. V kostele Santa Maria del Gesu můžeme obdivovat dílo Madonna degli Angeli (A. della Robia) a působivý baldachýn. 

Z někdejšího kostela San Agostino s překrásnými rozetovými okny je dnes koncertní sál. Viale Regina Elena vede k věži Torre di Ligny  z 2. poloviny 17. století, v níž sídlí malé námořní muzeum a muzeum nejstarších dějin ostrova. 

K severu se táhne Lido di San Giuliano z přístavu odjíždějí lodi na Egadské ostrovy a na Sardinii. Významné je zdejší zpracování soli a lov tuňáků. Dobrá vína jsou bílé Alcamo a sladké dezertní Moscato Naturale di Pantelleria.

## Vývoj počtu obyvatel
Počet obyvatel